# Дилуэрт (город, Миннесота)
Дилуэрт (англ. Dilworth) — город в округе Клей, штат Миннесота, США. На площади 5,15 км² (5,15 км² — суша, водоёмов нет), согласно переписи 2000 года, проживают 3001 человек. Плотность населения составляет 582,3 чел./км².
- Телефонный код города — 218
- Почтовый индекс — 56529
- FIPS-код города — 27-15976[1]
- GNIS-идентификатор — 0642816[2]